# Harmadik római–makedón háború
A harmadik római–makedón háború vagy informális szóhasználatban harmadik makedóniai háború a Római Köztársaság és a Makedón Királyság közötti, i. e. 214-től i. e. 148-ig húzódó, Macedonia római provincia megszervezésével záruló makedóniai háborúk harmadik összecsapása volt i. e. 171 tavaszától i. e. 168 nyaráig. A rómaiak számára eleinte kedvezőtlenül alakuló katonai konfliktus utolsó évében a Lucius Aemilius Paullus consul vezette had a püdnai csatában megsemmisítő vereséget mért Perszeusz makedón király seregére, az uralkodót és családját Itáliába deportálta, a makedón területeket pedig négy körzetre osztva római protektorátus alá vonta.

## Története

### Előzményei
A Balkán-félsziget vezető hatalma az i. e. 4. század óta Makedónia volt, amelynek Antigonida-házbeli uralkodói, különösen az Athén bukását előidéző khremónidészi háború (i. e. 267–261) után, növelték befolyásukat a régióban. V. Philipposz makedón király nevéhez fűződött a Pánhellén Szövetség újbóli megszervezése (i. e. 224), emellett folytatta elődei háborúskodását a regionális hatalmát veszélyeztető államalakulatok ellen. Az i. e. 210-es évektől a Földközi-tenger nyugati medencéjében a punok ellen hadakozó (pun háborúk), és illíriai hídfőállásait már i. e. 228-ban kiépítő Római köztársaság lett Makedónia fő ellensége. Az i. e. 214–205 közötti első római–makedón háború bár Róma győzelmével zárult, de V. Philipposz számára is elfogadható feltételeket teremtett: Illíria déli részét gyakorlatilag felosztották egymás között Rómával. A makedón uralkodót a háború ilyetén kimenetele további békétlenségre sarkallta, de az újabb, i. e. 200–197 között megvívott második római–makedón háború hatalmának megrendülését idézte elő. Róma hangsúlyt helyezett ugyan arra, hogy V. Philipposz Makedóniája túlságosan ne gyengüljön meg, így a rivális hatalmak katonai erőegyensúlya garantálhassa a regionális békét, ugyanakkor a makedón flottát leszerelték, a hadsereg létszámát pedig 5 ezer főben maximálták.

### Közvetlen előzményei (i. e. 172)
Az i. e. 180-as évektől a béke mind törékenyebb lett a Balkán-félszigeten, egymást érték a régiót benépesítő népek kisebb konfliktusai. Thesszália, Perraibia, Athamania, Epirusz, Illíria és Dardánia követei sorra megfordultak Rómában, hogy az őket ért méltánytalanságokat szóvá tegyék. I. e. 175-ben egy dardán követség járt a római szenátus előtt, amely az V. Philipposz halála után a makedón trónra lépő Perszeusz elleni segítségért folyamodott. Előadták, hogy apja ötletét megvalósítva Perszeusz a basztarnákkal szövetkezett, hogy azok Dardánia és Illíria feldúlása után Itáliában vessék meg a lábukat, és gyengítsék meg a köztársaság erejét. Egyre nyilvánvalóbbá vált, hogy Perszeusz elsődleges célja a rómaiak kiűzése a régióból, és ehhez az Epiróta Szövetségben és az Illír Királyságban látta fő szövetségeseit. A második római–makedón háború következtében létrejött erőegyensúly tehát ismét felborulni látszott a Balkán-félszigeten, egy újabb Róma-ellenes terv körvonalazódott, amelynek hátterében ezúttal is Makedónia állt. Perszeusz és az apja örökségével szakító illír király, Genthiosz esetleges szövetsége komolyan veszélyeztethette a Balkán-félszigeten i. e. 228 óta jelen lévő Róma érdekeit. Makedónia valóban a háborús készülődés jeleit mutatta ezekben az években. Találékonyan játszotta ki az i. e. 197-es béke azon rendelkezését, mely szerint hadseregének létszáma nem haladhatja meg az 5 ezer főt. Az állandó, 1000 fős kontingens felett minden évben 4 ezer katonaköteles férfit hívtak be a seregbe, erős katonai kiképzést adtak nekik, majd az év végével hazaküldték őket, hogy újabb 4 ezer újonc vegye át a helyüket. A kincstár bevételeit a nemesfémbányák megnyitása mellett a mezőgazdasági termékekre és a behozatali cikkekre a korábbinál magasabb adó kirovásával növelték. Róma azonban – elsősorban a passzívabb keleti politikát követő Fulviusok irányítása alatt – ódzkodott a katonai beavatkozástól, és passzivitását látva szövetségeseinek hűsége meg-megingott, míg ellenfelei egyre nagyobb bátorságra kapva szítottak regionális konfliktusokat.
Az események felgyorsultak, amikor i. e. 172-ben először a pergamoni király, a trákiai és kis-ázsiai hódításait féltő II. Eumenész ment Rómába, hogy a növekedő makedón–szeleukida veszély elhárítására megerősítse szövetségét Rómával. Kevéssel később Issza szigetének küldöttei jártak Rómában, akik arra figyelmeztették a szenátust, hogy a makedón és az illír király a Róma elleni háborúra készülődik. A szenátust feltüzelték a látogatók szónoklatai, de a háború melletti elkötelezettségüket egy újabb konfliktus tette végérvényessé: a Rómából hazatérő és a Delphoi szentélyben megálló II. Eumenész ellen a makedón király, Perszeusz emberei merényletet hajtottak végre. Csak a szerencsének volt köszönhető, hogy a pergamoni király sérülésekkel túlélte a gyilkossági kísérletet. Mindezek után a római szenátus elhatározta magát a háború mellett. A hadüzenettel azonban még vártak, és Cnaeus Sicinius praetort bízták meg a sereg szervezésével.
Ezzel párhuzamosan i. e. 172 őszén – ezer gyalogos katona kíséretében – a Római Köztársaság öt követe érkezett meg a római fennhatóság alatt álló Kerküra szigetére azzal a megbízással, hogy a régió államait az i. e. 196-os békefeltételek betartására figyelmeztessék. A küldöttség Kerkürában három csapatra oszlott. Egyikük, Quintus Marcius Philippus vezetésével előbb a Boiót Szövetséget látogatta meg, majd a makedón udvarba ment, ahol azonban a makedón uralkodó arroganciájával és elutasító magatartásával találták szemben magukat. Marcius Philippus ennek ellenére rávette Perszeuszt, hogy küldöttséget menesszen Rómába; ezzel a makedón királyt abban a hitben ringatta el, hogy Róma nem gondolkodik a háborúban. A követség útja során mindenütt a lázas háborús készülődés jeleivel találkozott. A küldöttség másik része Lucius Decimius szenátor vezetésével Genthioszt kereste fel, hogy az Illír Királyságot Róma támogatására szólítsák fel, de legalábbis garanciákat kérjenek a királyság semlegességére. A küldöttség egy ingadozó, a döntést halogató Genthioszról számolt be, és viselkedését úgy értelmezték, hogy az illír király katonailag még nem készült fel egy nagyobb háborúra. Hozzátették ugyanakkor, hogy sokkal inkább a király impulzív természete, semmint valamiféle politikai elgondolás fogja eldönteni, hogy az elkövetkező háborúban melyik oldalra áll. Az egyetlen sikert a római küldöttek harmadik csoportja könyvelhette el, akiknek követjárását az Epiróta Szövetség kedvezően fogadta. Az epirusziak Róma-barát politikáját évtizedek óta az a Kharopsz szavatolta, aki már az i. e. 198-as aóoszi csata alkalmával is a köztársaság pártját fogta, és halála után politikáját unokája, Ifjabb Kharopsz is továbbvitte. Amikor i. e. 172 őszén gitanai népgyűlésükön az epiróták fogadták és meghallgatták a római küldötteket, Marcius Philippust és Lucius Atiliust, az epiróták arról döntöttek, hogy négyszáz harcost vezényelnek a makedón határvidékre, Oresztiszba, hogy szükség esetén megakadályozzák a régió újbóli Makedóniához csatlakozását.

### A római előőrs dasszarétiai hadjárata (i. e. 172)
Időközben Cnaeus Sicinus praetor összetoborozta a római hadsereget, amiben segítségére volt a népgyűlés döntése, amellyel minden ötven év alatti római polgárt, valamint a felszabadított rabszolgák fiait hadkötelessé nyilvánították. A punok elleni háborúk i. e. 201. évi lezárulása óta ilyen méretű mozgósításra nem volt példa a Római Köztársaságban. A végül 40 ezres létszámúra duzzadt sereg Publius Licinus Crassus consul irányítása alá került, emellett hatalmas hajóhad gyűlt össze Brundisium kikötőjében. Éppen azzal egy időben, hogy i. e. 172 őszén a római követjárás befejeződött a Balkán-félszigeten, Cnaeus Sicinus praetor az alá rendelt légió, 5000 gyalogos és 300 lovas élén kihajózott Brundisiumból, és az illíriai római protektorátus területén, az Apollónia melletti Nümphaionnál vert tábort. Egy 2000 harcosból álló különítmény azonnal megindult keleti irányba, hogy a déli illír határ mentén, Dasszarétiában fekvő koinonokat és erődítéseiket meghódítsa. Titus Livius tanúsága szerint erre maguk a dasszaréták kérték a rómaiakat, hogy nagyobb biztonságban érezzék magukat az esetleges makedón támadástól. A rómaiak elsődleges célja ezzel az volt, hogy a makedónok és illírek közé ékelődő terület fölötti ellenőrzést megszerezzék, egyúttal az illírek reakcióit is tesztelni kívánták, hogy semlegességüket bizonyítandó eltűrik-e a rómaiak akcióját. Dasszarétia nagy részét az illírektől és a makedónoktól egyaránt háborítatlanul elfoglalhatták. Miután azonban a sereg nagy része még Itáliában volt, a rómaiaknak nem állt érdekükben a makedónok oktalan felhergelése, ezért Gertusz ostromát felfüggesztették.

### A rómaiak penesztiai és thesszáliai hadjárata (i. e. 171)
A rákövetkező év, i. e. 171 tavaszán végül Licinus Crassus consul is kikötött Apollóniában a sereg nagyobbik részével, és szintén Nümphaionnál vert tábort. A két ellenséges tábor erőviszonyai meglehetősen kiegyensúlyozottak voltak: Perszeusz serege 43 ezer harcost számlált – vagyis nagyobb volt, mint a világhódító Nagy Sándoré – velük szemben állt a rómaiak 40 ezres hada. A rómaiak hatalmas flottával is rendelkeztek, amely i. e. 171 tavaszán az illíriai Epidamnosz kikötőjében horgonyzó tíz epidamnoszi, tizenkét isszai és ötvennégy Genthiosz flottájához tartozó lembosszal bővült. A római és a makedón félnek egyaránt elsőrendű érdeke volt, hogy szövetségesek után nézve duzzasszák fel katonai erejüket. E tekintetben a háborútól egyelőre távolmaradó Illír Királyság számított a mérleg nyelvének, ezért a rómaiak stratégiai elgondolása az volt, hogy az Illír és a Makedón Királyság területeit elvágják egymástól, és Genthioszt is szemmel tartják. Ezt a célt szolgálta már az előző őszi dasszarétiai hadjáratuk is, i. e. 171-ben azonban további lépéseket tettek. Kétezer római harcost és tizennyolc hadihajót irányítottak Issza szigetére, hogy megerősítsék védelmét, egyúttal az Illír Királyság északi területeit is szemmel tartsák. Ezt követően Appius Claudius irányításával 4 ezer római katona – és a melléjük toborzott ugyancsak 4 ezer illír önkéntes – Lükhnisz városa és az azon túl fekvő peneszta szállásterületek felé meneteltek. A makedónok uralma alatt álló, az Axiosz völgyéig húzódó Penesztia elfoglalásával ugyanis az illírek és makedónok közötti utolsó szárazföldi összeköttetést is felszámolták volna. Appius Claudius elsőként a peneszták székhelyét, Hüszkanát akarta bevenni, annál is inkább, mert felderítői azt jelentették, hogy a 10 ezer lakosú várost csupán egy kisebb makedón helyőrség védi, és a városlakók készek kapuikat kinyitni a rómaiak előtt. A sereg egy teljes éjszakán át tartó menetelést követően a hajnali órákban ért a város alá. A város falain valóban nem mutatkoztak fegyveresek, ám amikor a rómaiak ebben megnyugodva rendezték soraikat, a makedónok a város két kapuját is megnyitották, és nagy számban törtek ki rajta. Titus Livius krónikája szerint a kitöréssel egy időben a falakon megjelentek a hüszkanai asszonyok, és kiáltozással, edényeik összeverésével fülsüketítő lármát csaptak. A meglepett és összezavarodott rómaiak megsemmisítő vereséget szenvedtek el: Appius Claudius Lükhniszbe menekült, mintegy 2 ezer elesett katonát hagyva hátra Hüszkana falai alatt.
A két fő ellenfél, a római és a makedón sereg összecsapására tehát mind ez idáig nem került sor, olybá tűnt, mintha a két fősereg gondosan kerülné az egymással való találkozást. Perszeusz jobbnak látta, ha a Makedóniától északra elterülő Dardániát rohanja le. Megsemmisítő vereséget mért rájuk, amivel el is érte a célját: a makedónok ádáz ellenségeinek számító dardánok mindvégig semlegesnek mutatkoztak a háborúban. A kudarcos penesztiai hadjárat mellett a római sereg másik része Publius Licinius Crassus consul vezetésével Epiruszon keresztül thesszáliai vidékek ellen intézett támadásokat. Bár ennek során a rómaiak és a makedónok két ízben is összecsaptak, ezek az „óvatos” ütközetek nagyobb győzelmet vagy vereséget nem hoztak egyik tábornak sem. A nevezetesebbik csatára a Kallinikosz-hegy közelében került sor, és a rómaiak oldalán részt vett benne a II. Eumenész és Attalosz vezette pergamoni had, illetve az Aitól Szövetség nagyobb csapata is. Az eseményekben nem bővelkedő i. e. 171-es év végén a római sereg visszavonult Apollónia mellé, hogy ott teleljen át.

### A molosszok belépése a háborúba (i. e. 170)
A rómaiak és makedónok katonai konfliktusa eddig a pontig jobbára egy állóháború képét idézte, de a következő évben, i. e. 170-ben az erőviszonyok alakulása szempontjából fontos fejleményekre került sor. A hagyományosan Róma-barát epiróta vezető, Kharopsz – valamint unokája, Ifjabb Kharopsz – és a velük szemben álló makedónbarát frakció belső küzdelmei eredményeképpen az Epiróta Szövetség mind ez idáig semlegesnek mutatkozott a háborúban. Területeiken szabad átvonulást engedélyeztek a római csapatoknak, akiknek egyedül a makedónbarát athamanokkal gyűlt meg a bajuk. Az ambiciózus intrikus hírében álló Ifjabb Kharopsz az ellentábor két tábornokát, Antinoszt és Kephaloszt eltávolította az epiróta hadsereg éléről. A lépés felborzolta ugyan a kedélyeket, de a frakciók közötti végleges kenyértörésre ekkor még nem került sor: a makedónokkal szimpatizáló epiróták egy része ugyan az Epirusz földjén átkelni készülő Aulus Hostilius Mancinius consul foglyul ejtésére készült (ez végül meghiúsult), de az epiróta katonaság a makedón határnál, az Aóosz hídjánál feltartóztatta az Epirusz felé masírozó Perszeusz seregét. Hamarosan azonban a korábban menesztett Kephaloszt visszahelyezték a hadsereg parancsnoki tisztébe, ezzel az Epiróta Szövetség kettészakadt: a molosszok Perszeusz támogatása mellett kiállva beléptek a háborúba, míg a khaónok és a theszpróták továbbra is Rómát támogatták. Ezzel a fejleménnyel a korábban kiegyensúlyozott erőviszonyok határozottan a makedónok javára billentek: a dardánokat már korábban legyőzték és semlegességre kényszerítették, szövetségre léptek a trónra lépő IV. Kotüsz trák királlyal, most pedig a molosszok is az ő táborukat növelték. Az illír király, Genthiosz azonban, bár egyre nyugtalanabbul szemlélte a fejleményeket, továbbra sem lépett be a háborúba, sőt, római csapatokat engedett átvonulni az országán.

### A makedónok penesztiai hadjárata (i. e. 170–169)
Bár a rómaiak i. e. 171-es penesztiai hadjárata elbukott, a következő évben, i. e. 170 nyarán – illír zsoldosokkal kiegészülve – végül bevették Penesztia fővárosát, Hüszkanát, kiverték a várost őrző krétai zsoldosokat, 4000 harcosból álló helyőrséget állomásoztattak a városban, további ezerötszáz katonát pedig más peneszta településeken. A molosszok belépése után Perszeusz, hogy végképp a maga számára kedvezően alakítsa az erőviszonyokat, i. e. 170 végén cselekvésre szánta el magát. Úgy határozott, hogy ha kell, katonai nyomással, de maga mellé állítja az illíreket, Illíriába pedig a római megszállás alatt álló Penesztián keresztül vezetett az út. A római sereg nagy része Thesszáliában telelt, és a Makedónia felőli hegyláncokat a havazás tette áthatolhatatlanná. Így Perszeusznak a rómaiaktól nem kellett tartania, amikor i. e. 170/169 telén egy 14 ezres sereg élén megindította Hüszkana ostromát. A római helyőrség nem állt sokáig ellen, hamarosan tudatták Perszeusszal, hogy szabad elvonulás és fegyvereik megtartása fejében átengedik neki a várost. Perszeusz a fegyvereiket ugyan elvette, de elengedte a rómaiakat, a várost védő 500 illír zsoldost és hüszkanai penesztát azonban rabszolgasorba taszította. Hüszkana elfoglalása után Perszeusz még tíz penesztiai erődítést hódított meg, és 1500 római katonát ejtett foglyul. Az illír területekre jutás kulcsa a tizenkettedik penesztiai végvár, az Artatosz partján fekvő, magashegyektől és erős falakkal védett Oaineon elfoglalása volt, amelynek részletei Titus Livius leírásából ismertek. Miután az oaineoniak védelemre rendezkedtek be, Perszeusz hadserege nagy földmunkákba kezdett. A városfalaknál magasabbra épített töltésről támadták szünet nélkül a várost, végül a királyi cohors bejutott a városba. A férfiakat kardélre hányták, az asszonyokat és a gyerekeket rabszolgaként, a város vagyonát pedig hadi zsákmányként hurcolták magukkal.
Perszeusz és serege ezt követően Sztüberrába vonult vissza, egyfelől hogy átteleljenek, másfelől hogy a hadjárat során zsákmányolt rabszolgákat pénzzé tegyék. Sztüberrai tartózkodása során, i. e. 169 elején Perszeusz a makedón Adaioszt és a „Genthiosz király udvarának nyelvét”, feltehetően az illírt beszélő Pleuratoszt menesztette követségbe Genthioszhoz. A küldöttek feladata az volt, hogy adjanak számot a rómaiak és a dardánok elleni győzelmeikről, a molosszok belépéséről a háborúba, a penesztiai téli hadjárat sikereiről, és ezzel gyakoroljanak nyomást az illír királyra, hogy csatlakozzék a Róma elleni háborúhoz. A követek Lisszoszban járultak Genthiosz elé. Az illír uralkodó üzenete Titus Livius tolmácsolásában egyértelmű volt: nem az akarat hiányzik a Róma elleni háborúba való belépéshez, hanem az illír kincstár üres. Perszeusz másodszor is követeket küldött Genthioszhoz, akik ugyanezzel az üzenettel tértek vissza, utóbb, i. e. 169 nyarán Genthiosz egyenesen azt üzente a makedón királynak, hogy 300 talentum ezüst ellenében hajlandó belépni a háborúba. Perszeusznak azonban nem akaródzott zsoldot fizetnie az illíreknek, ezért a penesztiai erődítések, köztük Hüszkana megerősítése után visszatért Makedóniába. Az illír Pleuratoszt nevezte ki egy 1000 gyalogosból és 200 lovasból álló sereg élére, hogy Penesztia védelmét biztosítsa, de Pleuratosz később, i. e. 169-ben Kasszandreia védelmében is kitüntette magát.

### Római kudarc Penesztiában és Epiruszban (i. e. 169)
Az i. e. 169-es évben az új consul – az i. e. 172-ben az epiróta népgyűlésen járt római követ – Marcius Philippus vette át a római sereg irányítását. Ötezer frissen toborzott harcossal szállt partra Ambrakiában, majd a Rómával szimpatizáló epirótáktól nagy mennyiségű búzát és árpát vételezve Thesszáliába menetelt, hogy átvegye a parancsnokságot az ott áttelelt római fősereg felett. Arra készült, hogy egyenesen Makedóniát támadja meg, ezzel Perszeuszt védekezésre kényszeríti, a thesszáliai fronton azonban az i. e. 169-es év gyakorlatilag eseménytelenül zárult.
Nem így északabbra, Penesztiában és Epiruszban, ahol a közelmúlt fejleményei lépéskényszerbe hozták a rómaiakat. Hogy az elveszített penesztiai területeket visszaszerezzék, alighogy Perszeusz visszatért Makedóniába, L. Caelius, a lükhniszi római csapatok vezére ostromot indított Hüszkana ellen, de végül sikertelenül és nagy veszteségeket elkönyvelve kellett elvonulnia a városfalak alól. Visszaútja során kisebb penesztiai és parthiniai erődítések elfoglalásával és foglyok ejtésével vigasztalta magát.
A rómaiak természetesen nem nézték jó szemmel a molosszok i. e. 170. évi átállását sem, és Appius Claudius parancsot kapott a makedónok mellé álló epiróták elleni büntetőhadjáratra. Saját embereiből, valamint a theszpróták és khaónok közül mellé szegődő harcosokból 6 ezres sereget toborzott össze, amelynek élén i. e. 169 elején megtámadta a theszpróta és molossz szállásterületek határán álló Phanoté városát. A Klevasz vezette makedón helyőrség azonban visszaverte támadásaikat, időközben ráadásul egy makedón seregrész is megindult Elimeia vidékein keresztül Epirusz felé, és megtámadta az akarnaniai Sztratosz városát. Appius Claudius már addig is ezer emberét veszítette el a csatározások során, a makedón sereg közeledtére jobbnak látta visszavonulni, és egészen a meleoni síkig menekült. Klevasz és Philosztratosz vezetésével 600 makedón és molossz harcos üldözőbe vette a rómaiakat. Útjuk során elfoglalták a Róma-barát khaón várost, Antigoneiát, hatszáz antigoneiait levágtak, további százat pedig foglyul ejtettek. A hadi sikerek annyira felbátorították a makedón–epiróta sereget, hogy egészen a meleoni római táborig nyomultak előre, de összecsapásra végül nem került sor. Az év végével Appius Claudius elengedte a theszpróta és khaón harcosokat, majd Parthiniába vonult vissza telelésre. Az i. e. 169-es év tehát súlyos kudarcokat, a háború egésze pedig ha súlyos emberáldozatot nem is, de komoly presztízsveszteséget hozott Rómának. Katonai kudarcot szenvedtek Penesztiában és Epiruszban az eseményeket irányító makedónok ellen, és thesszáliai földön is az ellenség számára kedvezően alakult a helyzet.

### A rómaiak illíriai hadjárata (i. e. 168)
Az i. e. 168-as új év azonban Aemilius Paullus consulságát hozta el, aki jelentős katonai pályát tudhatott maga mögött: az előző évtizedekben sikeresen harcolt Rómáért a luzitánok és a liguriai törzsek ellen. Érkezése után azonnal leváltotta a Penesztiában és Epiruszban kudarcot kudarcra halmozó Appius Claudiust, és Lucius Anicius Gallus praetort nevezte ki a Dasszarétiában állomásozó római seregtest parancsnokává.
Aemilius Paullus érkezése nyugtalansággal töltötte el Perszeuszt, aki végül hajlandónak mutatkozott arra, hogy a Genthiosz király által i. e. 169 nyara óta a háborúba való belépése ellenértékeként követelt 300 talentum (kb. 780 kg) ezüstöt kifizesse. A szövetség létrejött a makedón és az illír uralkodó között. Mindez a római haderő megosztása szempontjából is sikerrel kecsegtetett: az Illír Királysággal szomszédos területeken állomásoztatott haderőt a Római Köztársaság 30 ezresre duzzasztotta fel. Az i. e. 168 januárjában kirobbant harmadik római–illír háború első mozzanataként a Lisszoszban összegyűlt 15 ezres illír had megtámadta Basszania erődjét. A rómaiak azonban csakhamar felmentették a várost és visszavonulásra késztették az epidamnoszi partokat támadó illír flottát is. Az Illír Királyság városainak nagy része önként átállt a rómaiak oldalára, Genthiosz pedig csakhamar Szkodra erődítésébe szorult. Egy hónap sem telt el a háború kirobbanása óta, amikor az illír király és családja a rómaiak kezére került, a háború a rómaiak győzelmével véget ért. Az illír király legyőzői foglyaként, száműzetésben fejezte be életét, az i. e. 5. század óta fennálló Illír Királyság megszűnt, területe római protektorátus alá került.

### A háború vége: a püdnai csata (i. e. 168)
Néhány hónappal az illírek leverése után, i. e. 168. június 22-én került sor Thesszáliában a római–makedón háborút is eldöntő püdnai csatára, amelynek eredményeként Róma a Makedón Királyságot is uralma alá hajtotta. Az ütközetben nem tudott a teljes római sereg megjelenni, hiszen nagy létszámú csapatokat foglaltak le az illíriai hadműveletek. Így végül a Paullus vezénylete alatt álló had mindössze 26 ezer főt tett ki, szemben a makedónok 40 ezer emberével. A puszta létszámfölény azonban ebben az időben már nem volt elegendő egy-egy csata kimenetelének eldöntéséhez, annál többet számított a sereg harcértéke (a motiváltságtól a felszerelésen keresztül a harcászatban való jártasságig), de legfőképpen a hadvezetés stratégiai rátermettsége. A hatalmas makedón sereget márpedig éppen az egység hiánya jellemezte, gyakorlatilag a legkülönfélébb népekből összeverbuvált zsoldoshad volt. Emellett a makedón hadvezetés szakított a lovassági szárnytámadások gyakorlatával, és a gyalogosok frontális küzdelmére helyezte a hangsúlyt, ami a lovassági támadásokkal szemben eszköztelenebb rómaiaknak kedvező döntés volt.
A csata a makedónok soknemzetiségű zsoldosai és a római könnyűgyalogság közötti összecsapással vette kezdetét, a másodvonalban pedig a makedón phalanx és a római nehézgyalogság manipulusai vették fel a harcot. A makedónok eleinte lassú, de a kötött alakzatot megtartó hátrálásra késztették a rómaiakat. Sajátos epizód fordította meg a rómaiak számára kétségbeejtő helyzetet. A pelignusok vezére, Salvius hadi jelvényeit az ellenség közé dobta, amelyek így gyakorlatilag az ellenség kezére kerültek. A pelignusok ezen felbőszülve, megkétszereződött erővel vetették magukat a makedónokra, mit sem törődve a phalanxból előremeredő lándzsákkal. Bár a marrucinok is segítségükre siettek, hamarosan dárdával átdöfött pelignus és marrucin holttestek hevertek mindenfelé. A látvány azonban feltüzelte az egész római sereget, amely heves ellentámadásba kezdett. A makedón arcvonal megtorpant. Paullus emellett azt is észrevette, hogy a makedón phalanxon rések keletkeztek, ezért kisebb centuriákra osztott hastatus és princeps manipulusait ezekbe a résekbe vezényelte. Egyre szélesebb rések nyíltak a makedón arcvonalon, amikor Paullus parancsot adott a triarius manipulusoknak az ellenséges phalanx oldalirányú támadására. A makedón sereg a fejleményektől annyira megzavarodott, hogy a háttérben várakozó makedón lovasság harc nélkül menekült el a csatatérről, és hagyta veszni a gyalogságot. Az alig egy órán át tartó ütközet során a makedón sereg 20 ezer harcosa esett el, 11 ezren pedig fogságba estek. A csatában tüntette ki magát hősiességével Paullus nevelt fia, Cornelius Scipio Aemilianus is, aki később Numantia ostrománál és Karthágó lerombolásával szerzett magának hírnevet. Perszeusz a vereség után visszamenekült fővárosába, Pellába. Magához vette vagyonát és családtagjait, majd Szamothraké szigetén keresett menedéket, később azonban családjával és vagyonával együtt a rómaiak kezére került.

## Következményei

### Makedónia felosztása
Míg a második római–makedón háború (i. e. 200–197) lezárulta után Róma az erőegyensúly kialakítására törekedett a Balkánon, és a Pergamoni Királyság vagy Rodosz bevonásával szövetségesi rendszert épített ki, ezúttal a térség totális leigázására tört. A háborút követően, a szenátus döntése értelmében négy körzetre osztották fel a meghódított Makedóniát, amelyek egymással sem politikai, sem intézményes gazdasági kapcsolatban nem álltak. Három körzet központja Amphipolisz, Thesszaloniké és Pella volt, a negyediket pedig Lükhnisz, Pelagónia, Eordaia és Elimeia régióinak összevonásával hozták létre. A makedón Oresztisz, amely a háború korai szakaszában bizonyította hűségét Rómának, autonóm maradt. A négy körzet lakói a makedón királynak korábban fizetendő adó felét voltak kötelesek a Római Köztársaságnak megfizetni, amellett Róma átvette a királyi birtokok, nemesfémbányák és a fakitermelés monopóliumát és jövedelmeit.
A görög városállamok és koinonok már végletesen meggyengültek, de Róma körükben is nagyszabású boszorkányüldözést indított ellenségeivel szemben. A Róma-barát helyi politikusok listákat készítettek az ellenséges államférfiakról, a Róma oldalán harcoló Aitól Szövetség tanácsának 550 tagját legyilkolták, ezrekre rúgott a deportáltak száma (többek között a történetíró Polübioszra is ez a sors várt). Rodoszt pusztán azért, mert a béke érdekében i. e. 168-ban közvetíteni akart a harcoló felek között, szintén megbüntették és a római érdekek elárulójának bélyegezték meg: Róma a közeli Déloszt nyilvánította szabadkikötőnek, ezzel Rodosz a vámokból befolyó jövedelme 85%-ától elesett. Pergamon és uralkodója, II. Eumenész noha mindvégig Róma mellett állt a háborúban – bár arról ellenőrizetlen híresztelések szárnyra kaptak, hogy i. e. 169–168-ban titkos tárgyalásokat folytatott Perszeusszal –, a szenátus árulónak bélyegezte meg, a diplomáciai kapcsolatokat megszakította vele és a kis-ázsiai gallokat Pergamon ellen lázította. A legkegyetlenebb retorziók azonban Epiruszt érték.

### Epirusz feldúlása
Róma kegyetlen bosszúhadjáratot indított a makedónok oldalára állt epiróták, különösen a molosszok ellen. Az illíreket legyőző Anicius Gallus praetor kapta meg ezt a feladatot is a szenátustól, aki miután egy helyőrséget hagyott Szkodrában, az Aóosz völgyén keresztül Epiruszba ment. Phanoté megadta magát, ezzel megnyílt az út a molosszok székhelye, Passzarón felé. Végül a Róma- és Makedónia-barát frakciók vitájából előbbi került ki győztesen, és egy kardvágás nélkül átadták a várost a rómaiaknak, majd római kézre kerültek a még ellenálló Tekmon, Phülakai és Orraon települései is. Ezzel Róma fennhatósága alá került Epirusz is, és a következő télen már római helyőrségek állomásoztak minden epiróta városban. Maga Anicius Gallus Passzarónban telelt át, majd a makedónokat legyőző Aemilius Paullus is csatlakozott hozzá.
Ezt követően, amikor már mindenki azt hitte volna, hogy beállt a béke, került sor a szenátus rendelkezésének végrehajtására: az epiruszi büntetőhadjáratra. A consul fia, Fabius Maximus feldúlta az athamanok néhány városát, Epirusz megbüntetését azonban gondos forgatókönyv alapján készítették elő. A consul magához rendelte a megbüntetendő városok vezetőit, és meghagyta nekik, hogy ugyanazon az adott napon és adott órában agoráikon halmozzák fel városuk arany- és ezüstkincseit. A városvezetők egy-egy centuria vagy cohors kíséretében hazatértek, és a kitűzött napon, délelőtt tíz órára nemzedékek alatt felhalmozott vagyonukat a város főterére összehordták. Ezt követően hetven epiruszi – főként molossz, kis részben theszpróta – városban pontosan egy időben a római alakulatok megkezdték a település feldúlását, földig rombolását és lakóinak elhurcolását. Pár óra leforgása alatt 150 ezer epiróta került rabszolgasorba. A hadi zsákmány olyan hatalmas volt, hogy minden lovas 400, a gyalogosok pedig 200 dénárt kaptak az akció végrehajtása után. Róma kegyetlen bosszúhadjárata a történettudósok számára is nehezen magyarázható, mert bár a molosszok valóban Róma ellen fordultak, amikor i. e. 170-ben Makedónia mellé álltak, de Róma többi ellenségét, sem a makedónokat, sem az illíreket nem érte ilyen fokú atrocitás. A vérengzés befejezése után a consul Amphipoliszból Atintaniszon keresztül Órikoszba ment, útközben feldúlta a Perszeusszal szövetséges illír területeket, majd visszahajózott Rómába, hogy i. e. 168 decemberében megünnepelje diadalát.

### A Római Birodalom születése
Az Aemilius Paullus makedónok felett aratott győzelmét háromnapos diadalmenettel tették emlékezetessé Rómában. Az első nap kétszázötven szekéren vitték végig Róma utcáin a háborúban zsákmányolt szobrokat, festményeket és egyéb műtárgyakat. A második nap a makedónoktól zsákmányolt míves fegyverek, pajzsok, vértezetek seregszemléje volt, majd háromezer férfi hordozott végig a 300 talentum súlyú ezüstpénzt, mívesen kidolgozott kelyheket, kupákat és egyéb edényeket. Harmadnap, az áldozati ökrök menete után került sor a hadifogolyként Rómába hurcolt Perszeusz, családtagjai és udvari emberei megszégyenítő vonulására. Az eseményt a gazdagon feldíszített diadalszekéren ülő Aemilius Paullus menete zárt, aki dicsősége emlékezetéül felvette a Macedonicus melléknevet.
A Római Köztársaság a Balkán-félsziget délnyugati részét az előző évszázadokban uraló három hatalom mindegyikét – Makedóniát, Illíriát és Epiruszt – egy csapásra megsemmisítette, a római uralom véglegesen megszilárdult au Adriai-tenger keleti oldalán. A hadi zsákmány értéke 300 millió sesterciusra rúgott, de ez még nem volt minden: az újonnan meghódított területekről érkező adókból és egyéb jövedelmekből befolyt vagyon okán i. e. 168-ban a szenátus a római polgárok adófizetési kötelezettségét eltörölte. Már a kortárs Polübiosz megállapította, hogy a makedónok elleni diadalmas háború, a püdnai csata idején született meg a Római Birodalom.